# La Belliole
La Belliole település Franciaországban, Yonne megyében. Lakosainak száma 220 fő (2022. január 1.). La Belliole Saint-Valérien, Courtoin, Domats, Montacher-Villegardin és Villeneuve-la-Dondagre községekkel határos.

## Népesség
A település népességének változása:
| Lakosok száma | 256  | 256  | 261  | 252  | 249  | 246  | 237  | 229  | 220  |
|               | 2013 | 2015 | 2016 | 2017 | 2018 | 2019 | 2020 | 2021 | 2022 |